# Rescue Me (chanson de Madonna)
Pour les articles homonymes, voir Rescue Me.
Singles de Madonna
Justify My Love
(1990) This Used to Be My Playground
(1992)
Pistes de The Immaculate Collection
Justify My Love
(16)
Rescue Me est une chanson de Madonna. Elle a été écrite et produite par Madonna et Shep Pettibone qui avait déjà collaboré avec elle sur le single Vogue (1990) et collaborera plus tard sur l'album Erotica (1992).
Rescue Me est le deuxième single de la compilation The Immaculate Collection (1990). Aucun vidéoclip ne sera tournée pour la sortie en single.

## Succès
La chanson ne devait pas au départ sortir en single. Cependant, les radios américaines ont commencé à jouer la chanson et aura un tel succès radiophonique que la compagnie décide de préparer la sortie en single. Cependant, la sortie du single sera tardive. Bien que la chanson ait atteint son apogée à la radio, après la sortie en single, la chanson débute en 15e position du Billboard Hot 100. Il s'agiras du plus gros début pour une artiste à l'époque. Il atteindra la 9e position deux semaines plus tard. Il passeras au total 10 semaines au palmarès.
À l'international, la chanson se classe très bien dans les classements mondiaux, notamment au Royaume-Uni, qui se classe au top 10 du palmarès.